# Järntorget (Stockholm)

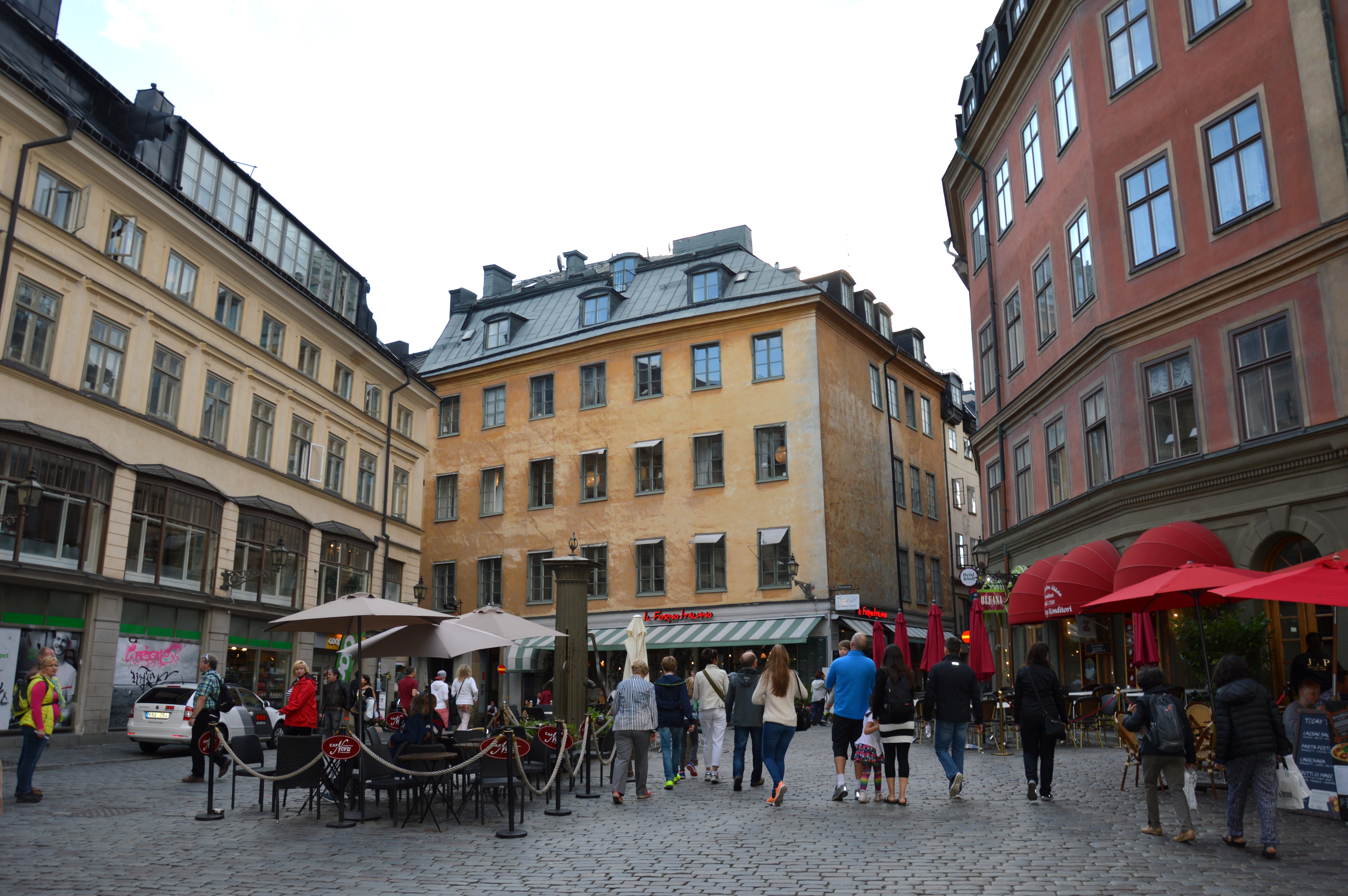
Järntorget, Blick von der Ostseite

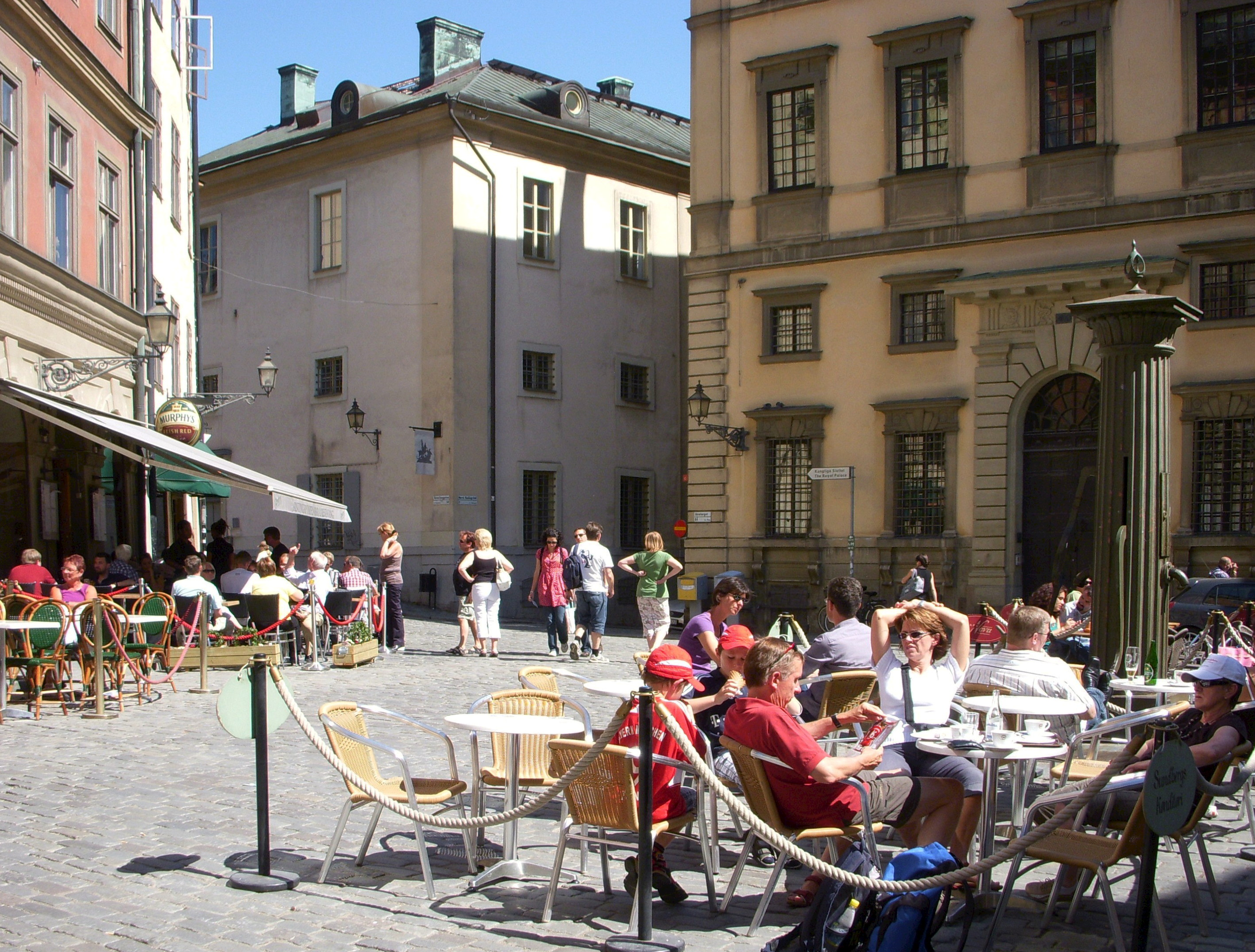
Blick von der Westseite

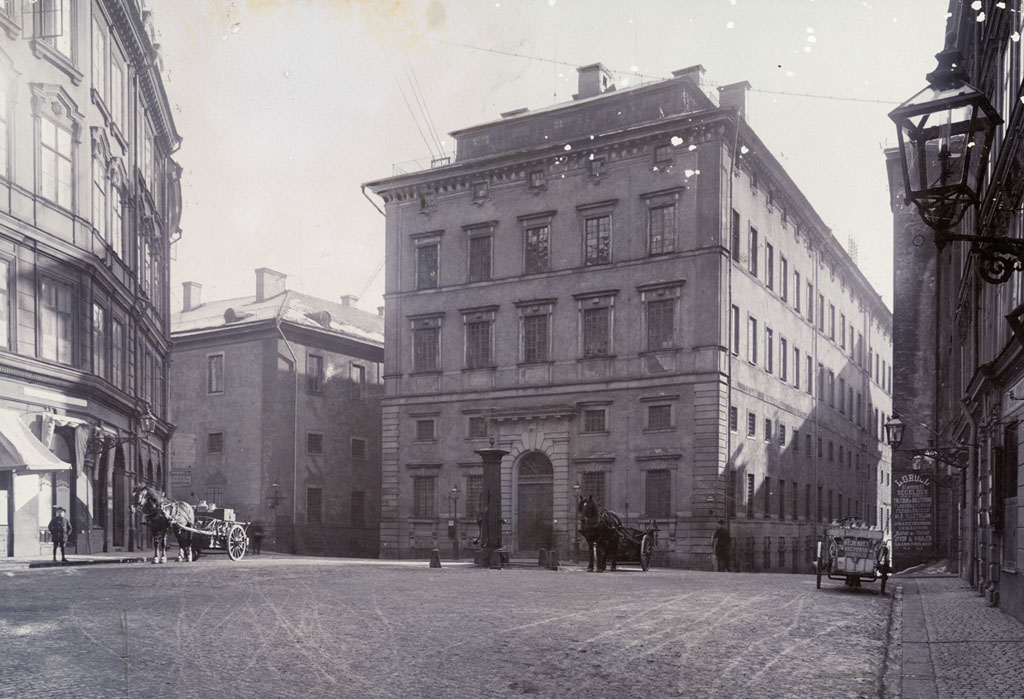
Blick auf das Bankgebäude im Jahr 1890

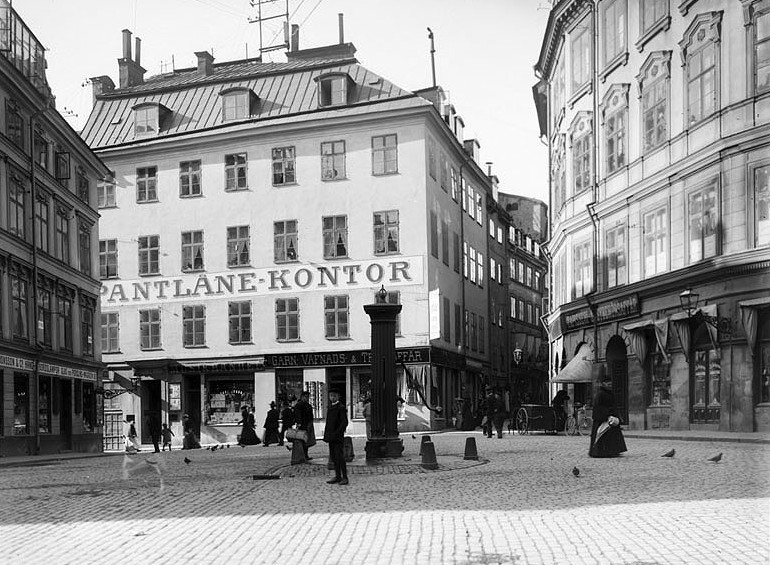
Platz im Jahr 1902

Der Järntorget (deutsch Eisenplatz) ist ein Platz in Gamla Stan, der Altstadt der schwedischen Hauptstadt Stockholm.

## Lage
Der Platz befindet sich im Süden Gamla Stans. Hier treffen die beiden von Norden kommenden Hauptstraßen Västerlånggatan und Osterlånggatan aufeinander. Von Süden treffen die Triewaldsgränd und die Järntorgsgatan, von Osten Norra Bankogränd und Södra Bankogränd auf den Platz.
Der Platz ist dicht mit historischen Gebäuden umbaut. In den Erdgeschossen befinden sich mehrere Restaurants, die in den Sommermonaten auch die Fläche des Platzes selbst gastronomisch nutzen. Darunter auch das älteste, bereits 1785 nach Wiener Beispiel gegründete Cafe Stockholms, die Sundbergs konditori. An der Südseite des Platzes befindet sich der einzige Supermarkt in Gamla stan.
Auf der Ostseite des Platzes steht das Södra Bankohuset, der ehemalige Sitz der Schwedischen Reichsbank. Davor wurde 1985 die Evert-Taube-Statue errichtet. Zentral auf dem Platz steht eine historische Pumpe.

## Geschichte
Der Name des Platzes bedeutet Eisenplatz und geht auf die ehemalige Funktion als Umschlagplatz für Eisenwaren zurück. Eine erste Erwähnung des Platzes stammt bereits aus dem Jahr 1489. Zunächst wurde auf dem Platz außerdem noch Korn gehandelt woraus sich als früher genutzte Bezeichnung Korntorget (Kornmarkt) ergab. Dieser Name war jedoch spätesten Anfang des 16. Jahrhunderts nicht mehr gebräuchlich. Bis 1662 befand sich auf dem Platz auch die Stadtwaage.
Das Bankohus wurde um 1675 errichtet und war bis 1906 als Sitz der Reichsbank in Nutzung.